# Sankt Michael im Burgenland
Sankt Michael im Burgenland är en ort och kommun i Österrike. Den ligger i distriktet Güssing i förbundslandet Burgenland, i den östra delen av landet, 120 km söder om huvudstaden Wien. Antalet invånare i kommunen år 2023 är 1 010. Arean är 18,4 kvadratkilometer.
Kommunen består av tre orter (Ortschaften) (inom parentes invånarantal 1 januari 2024):
- Gamischdorf (146)
- Sankt Michael im Burgenland (786)
- Schallendorf im Burgenland (83)